# Mena (Vorname)
Mena ist ein weiblicher Vorname.

## Herkunft und Bedeutung
Als friesischer Vorname ist Mena eine einstämmige Verkürzung von Namen, die das Namenselement megin- (mein-) enthalten, das „stark, mächtig“ bedeutet, sowie von Philomena.

## Namensträgerinnen
- Mena Schemm-Gregory (1976–2013), deutsche Paläontologin
- Mena Suvari (* 1979), US-amerikanische Schauspielerin